# Kay Starr
Kay Starr, właśc. Katherine LaVerne Starks (ur. 21 lipca 1922 w Dougherty, zm. 3 listopada 2016 w Los Angeles) – amerykańska piosenkarka.
Popularna w latach 50. XX w. Krótko występowała z orkiestrą Glenna Millera, następnie z zespołami Boba Crosby’ego i Charliego Barneta.
Najpopularniejsze nagrania: „Hoop-Dee-Doo”, „Oh, Babe!”, „I’ll Never Be Free”, „Wheel of Fortune” (1952, Hot 100 #1).